# Tamano (Okayama)
Tamano (玉野市 Tamano-shi?) es una ciudad localizada en la prefectura de Okayama, Japón. En junio de 2019 tenía una población estimada de 57.863 habitantes y una densidad de población de 559 personas por km². Su área total es de 103,58 km².

## Historia
La ciudad fue fundada el 3 de agosto de 1940. Su industria principal es la construcción de barcos, con la pesca como actividad secundaria.

## Geografía

### Localidades circundantes
- Prefectura de Okayama
  - Okayama
  - Kurashiki

## Demografía
Según los datos del censo japonés, esta es la población de Tamano en los últimos años.
| Año del censo | Población |
| ------------- | --------- |
| 1995          | 71.330    |
| 2000          | 69.567    |
| 2005          | 67.047    |
| 2010          | 64.588    |
| 2015          | 60.736    |